# Česká romština
Česká romština je dialekt romštiny (indoárijský jazyk), kterým dříve mluvili Romové v Čechách. Po druhé světové válce toto nářečí zaniklo, protože většina jeho mluvčích zemřela v nacistických koncentračních táborech.

## Mluvčí
Před svým vyhlazením ve 40. letech 20. století mluvčí české romštiny, Čeští Romové, tvořili jednu z několika nomádských populací Čech. Vedli kočovný nebo polokočovný život, putovali po zemi zejména v teplejším období roku a nabízeli své služby usazené populaci českého venkova. Byli většinou koňskými handlíři, podomními obchodníky, klempíři, brusiči, kejklíři, apod.
První předkové Českých Romů přišli do Čech pravděpodobně v 16. a 17. století ze Slovenska přes Moravu. Migrace menšího rozsahu Romů ze Slovenska do českých zemí (a také opačným směrem) pokračovala i v následujících staletích. Čeští Romové vždy tvořili početně nevýznamnou menšinu. V roce 1939 bylo na území dnešní České republiky cca 6 000 osob patřících k různým romským skupinám (Nečas 1995). Z nich menší část, asi 2 000 lidí, žila v Čechách. Proporční rozložení těchto romských skupin není známé, ačkoli odhad 500 až 1 500 pro České Romy zřejmě není daleko od skutečnosti.
Mezi další romské skupiny v Čechách, které hovořily odlišnými dialekty romštiny než Čeští Romové, patří Sintí a několik rodin kalderašských Romů. Tito Sinti se zdají být první romskou skupinou, která se na území Čech usadila. Někteří z nich přišli z jihovýchodní Evropy již v 15. století. Obývali většinou německy hovořící oblasti Čech. Kalderaši byli poměrně noví příchozí, neboť přišli z oblasti Rumunska v druhé polovině 19. století. K tomu bylo na území Čech několik dalších skupin neromských kočovných populací, které hovořily česky, německy nebo argotem založeným na těchto jazycích.
Čeští Romové sami sebe nazývali prostě Rom (plurál Roma). Sinti je nazývali „Maďaři“, což pravděpodobně odráží jejich původ ze Slovenska, které bylo tehdy součástí Uher. Kalderaši je nazývali „Poláky“ (Poljako plurál Poljača), což je jedno z etnonym, které Kalderaši používají pro jiné romské skupiny. Usazená populace nazývala všechny kočovné skupiny, včetně Českých Romů Cikáni v češtině, Zigeuner v němčině.
Na počátku 20. století se u některých skupin Českých Romů začíná česká romština stávat nemateřským jazykem, osvojeným v pozdním dětství, a používaným převážně pro utajenou komunikaci (cf. Lesný 1916: 214–216, Lípa 1960: 50). Začal vývoj směřující k pararomské varietě jazyka, to jest, ke specializovanému jazyku používanému Romy, ale odlišnému od jejich mateřštiny, kteří měli k dispozici gramatiku jazyka většinové populace (v tomto případě češtiny) a lexikon odvozený z romštiny (Elšík 2003: 44).
Nacistická genocida Romů a Sinti ve 40. letech 20. století způsobila vymření romských nářečí předválečných Čech včetně české romštiny. Genocidu přežilo pouze zhruba 600 (tj. 10 %) Romů a Sinti na českém území (Nečas, 1995) včetně asi stovky českých Romů. Ti, kteří přežili, přestali českou romštinu používat, protože jejich komunity se naprosto rozpadly a přestaly předávat tento jazyk svým dětem. Poslední známá mluvčí české romštiny zemřela v 70. letech 20. století (podle Hany Šebkové).
Tuto historickou skupinu českých Romů je třeba odlišit od těch romských skupin, které žijí v Čechách v období po druhé světové válce. Jsou to příchozí ze Slovenska, kteří nehovoří českou romštinou.

## Klasifikace nářečí
Česká romština patří do severocentrální nářeční větve romštiny (dříve označované jako "karpatská"). Nejpříbuznější dialekty jí jsou moravská romština a západoslovenská romština, s nimiž tvoří západní podskupinu severocentrální romštiny. Vedle toho však česká romština sdílí některé rysy i se sintskými dialekty (tzv. "německou romštinou"). V některých případech to bylo způsobeno pronikáním Sintů do populace českých Romů. Přesto česká romština a sintština nejsou vzájemně srozumitelné; pro mluvčí ostatních severocentrálních dialektů by česká romština srozumitelná byla.

## Slovní zásoba
Česká romština sdílí s ostatními dialekty romštiny většinu své indoárijské slovní zásoby a také řadu přejímek ze západoíránských jazyků (perštiny a kurdštiny), východoíránské osetštiny, z arménštiny a řečtiny. Navíc sdílí s centrálními dialekty romštiny vrstvu přejímek z jihoslovanských jazyků, maďarštiny a slovenštiny. Nejmladší přejímky pocházejí z češtiny.
Příklady přejímek
- Západoíránské: angrusťi "prsten", baxt "štestí", čupňi(k) "bič"
- Arménské: burnek "hrst", grast "kůň„
- Západoíránské nebo arménské: čekat “čelo"
- Osetské: círax "bota", xólov "kalhoty"
- Řecké: amoňis "kovadlina", armin "zelí", efta "sedm", foros "město", ľiťhi "ovocný strom", paxoň- "mrznout"
- Jihoslovanské: caklo "sklo", doha "dost", dugo "dlouhý", duma "projev", vičin- "volat"
- Maďarské: bugaris "pavouk" (< "brouk"), dilos "poledne", faďin- "mrznout"
- Slovenské: čapláris "hospodský"
- České: mořos "moře"
- Slovenské nebo české: hrobos "hrob", národos "přítel" (< "národ")

## Příklad textu
Ehas jekh čorro rom. Kerelas buťi. Kana kerelas, kerďas dešupandž karfa, the diňas len peskra romňake, kaj te džal jarreske. Kana vaš oda jarro geľas, avľas, thoďas, ušanďas xumer. Pale kerďas mačiki, thoďas len pro čáro. Bešte pr-oda čáro bištheštar maťha. Phenďas o rom peskra romňake: "Dikhes romňije, me som murš, kaj bištheštar maťhen tel jekha dabate našavava." E romňi phenďas: "Me džanav, kaj hi meg feder murš meg sal tu, kaj čivela peskri thaľik pro šipkos, kaj la lela tel, aňi na čalavela."